# Ruger LCP
Il Ruger LCP (Lightweight Compact Pistol) è una pistola semiautomatica annunciata dalla Sturm, Ruger & Co. nel 2008 allo SHOT Show. La pistola manca di alcune caratteristiche richieste per la vendita in California o Massachusetts.

## Descrizione
Pesando solamente 266,5 grammi, l'LCP è entrato nella categoria delle armi leggere e di difesa. LCP significa "Lightweight Compact Pistol" ed è stato progettato in risposta alle richieste di un'arma compatta, per uso civile e della polizia.
La pistola ha una montatura in nylon con fibra di vetro ed una presa a due dita. Essa è simile, in apparenza, al Kel-Tec P-3AT, che pesa 218 grammi, ed usa una molla di tensione simile ad un cane leggero, un identico sistema di culatta ed un simile sistema di smontaggio. La principale differenza è lo stile Glock dell'estrattore e dell'incorporazione dello stile esterno di scorrimento.
Nel 2013, un caricatore incrementato a 7 cartucce è stato rilasciato per l'LCP.

## Richiami
Il 29 ottobre 2008, la Sturm, Ruger & Co. ha annunciato il richiamo di alcune delle pistole LCP con un numero di serie "370-xxxxx" dovuto alla possibilità che lo scaricamento avvenisse nel caso l'arma cadesse su una superficie dura.

## Coyote: edizione speciale
Nell'aprile 2010, il governatore del Texas Rick Perry ha puntato i riflettori su quest'arma quando l'ha usata per sparare ad un coyote che stava minacciando lui ed il labrador retriever di sua figlia durante una corsa mattutina vicino ad Austin. 
Perry ha dichiarato che il coyote ha messo lui e il suo cane "in imminent danger" (pericolo imminente) ed ha preso la sua arma sparando un solo proiettile a espansione al coyote. Perry aveva la licenza per il porto d'armi e le leggi texane permettono l'uso della forza letale contro i predatori che mettono in pericolo il proprietario dell'arma od una sua proprietà. Né Perry né il suo cane hanno subito ferite ed il governatore ha dichiarato di aver lasciato il coyote dove era stato ucciso e che l'animale "became mulch" (è diventato pacciame). La Sturm, Ruger & Co. ha rilasciato una versione "Coyote Special" per commemorare l'incontro di Perry.

## Seconda generazione
Nel 2013, la Sturm, Ruger & Co. ha modificato l'originale LCP per includere alcune caratteristiche, tra cui un più piccolo grilletto. La seconda generazione dell'LCP può essere identificata dal numero di serie che, rispetto alla prima generazione, manca del trattino dopo le prime tre cifre.